# Lydia Auster
Lydia Auster (* 17. Maijul. / 30. Mai 1912greg. in Petropawlowsk, Russisches Kaiserreich; † 3. April 1993 in Tallinn, Estland) war eine estnische Komponistin.

## Leben und Wirken
Lydia Auster studierte von 1927 bis 1931 Klavier und Komposition in Omsk sowie von 1931 bis 1934 am Konservatorium in Leningrad. Sie schloss 1938 ihr Studium am Moskauer Konservatorium bei Wissarion Schebalin ab. Bis 1944 arbeitete sie als Pianistin und Komponistin in Zentralasien.
1945 zog sie nach Tallinn. Von 1948 bis 1984 war Lydia Auster Musikleiterin des Staatlichen Fernseh- und Radiokomitees der Estnischen Sozialistischen Sowjetrepublik.
Lydia Auster komponierte seit den 1930er Jahren Lieder für Solisten und Chöre. Daneben schuf sie zahlreiche Musikstücke für Klavier, Bläser, Geige sowie Werke für Symphonieorchester. Sie verfasste die Libretti für zahlreiche Ballette und für die Kurzoper Maihommik. Einflüsse der Nationalromantik durchziehen die meisten ihrer musikalischen Arbeiten.